# 陳恭尹

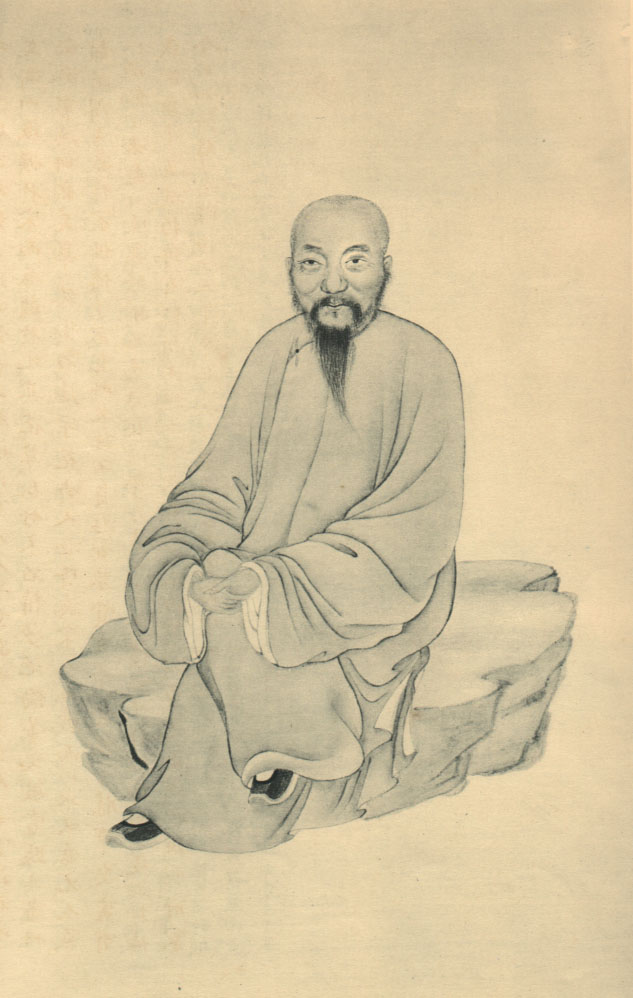
《清代學者象傳》第一集之陳恭尹像

陈恭尹（1631年—1700年），字元孝，晚号独漉子，又号罗浮布衣，廣東順德龍山人，祖籍直隸銅陵（今安徽）。

## 生平
顺治四年（1647年）清军陷广州，父邦彦抗清失败，全家被殺，恭尹隻身逃出。永曆時授以世袭锦衣卫指挥佥事之职。明亡後不仕，隐居西樵山中。三藩之乱時曾被牵连入狱，後得釋。恭尹工詩，七言律诗对仗工整，詩風多哀感苍凉。晚年寄情诗酒，與屈大均、梁佩兰同稱岭南三大家。又工书法，時称清初广东第一隶书高手。有《独漉堂全集》。
葬於陈恭尹墓。

## 家族
父陳邦彦，明末忠臣。

## 延伸阅读
[在维基数据编辑]
 在维基文库阅读此作者作品（ 在维基共享资源阅览影像）
 《清史稿/卷484》，出自趙爾巽《清史稿》